# Conzano
Conzano és un municipi situat al territori de la província d'Alessandria, a la regió del Piemont, (Itàlia).
Limita amb els municipis de Camagna Monferrato, Casale Monferrato, Lu i Occimiano.
Pertany al municipi la frazione de San Maurizio.

## Galeria fotogràfica

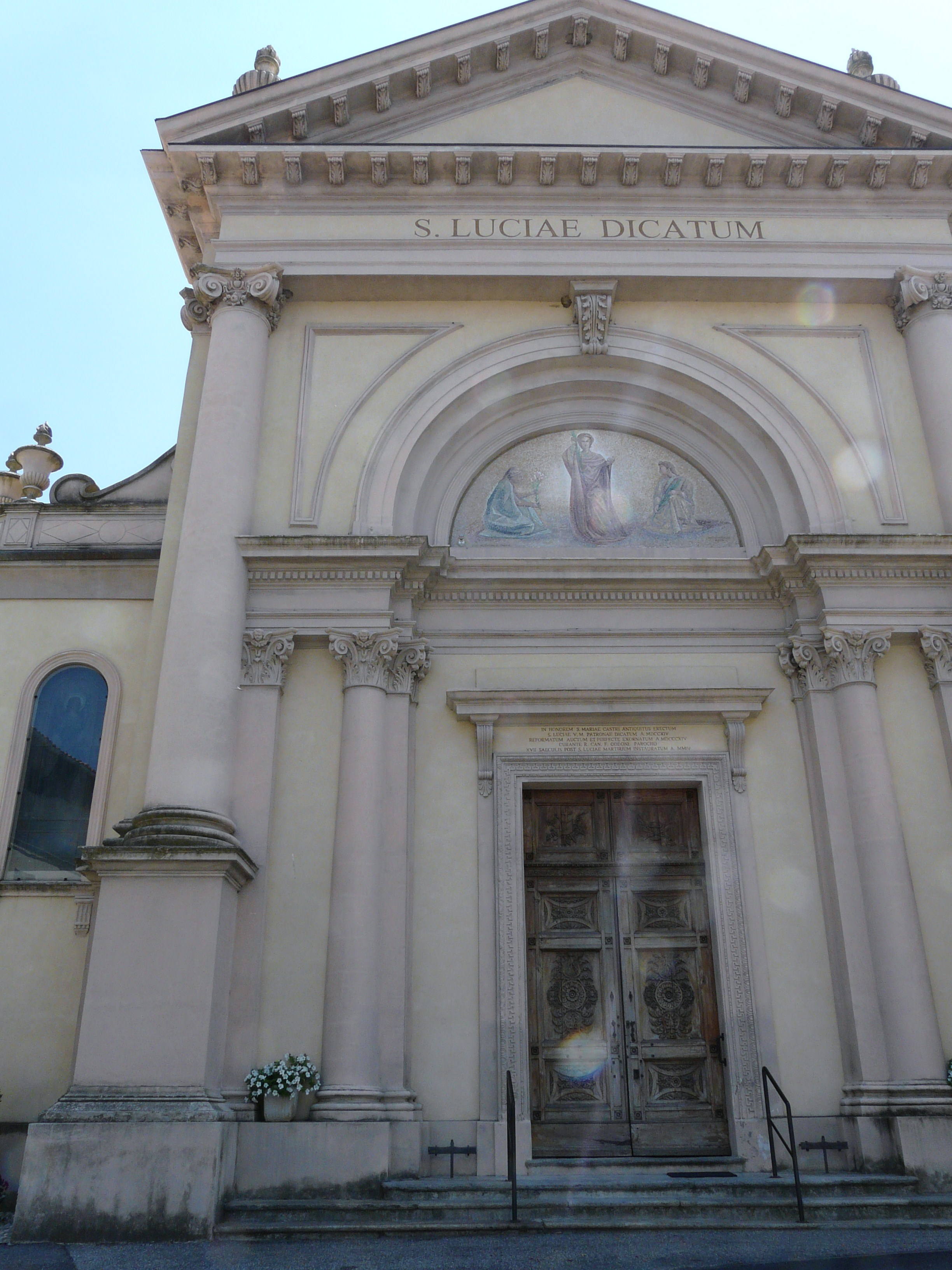
Església de Santa Llúcia
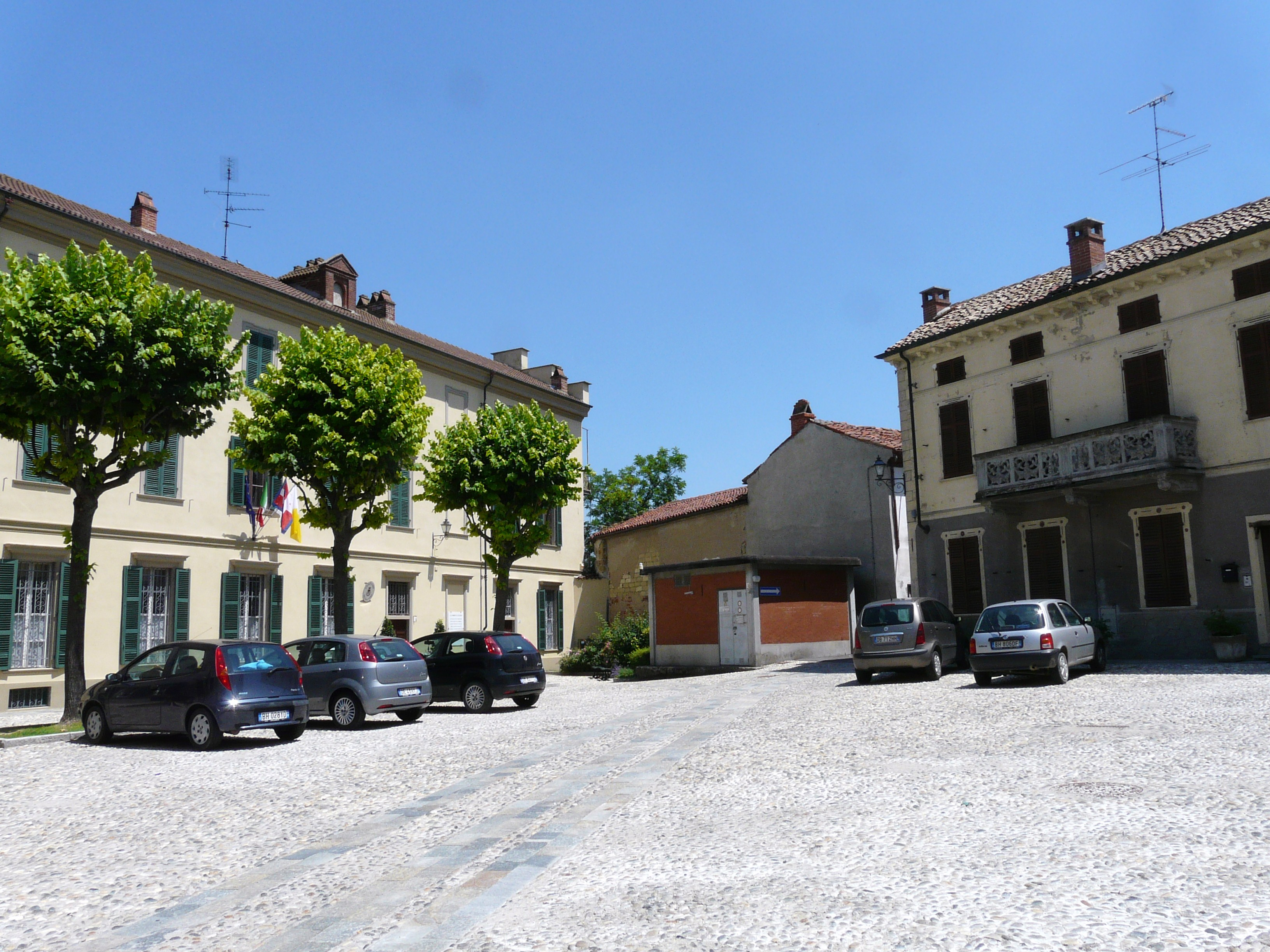
Piazza Australia
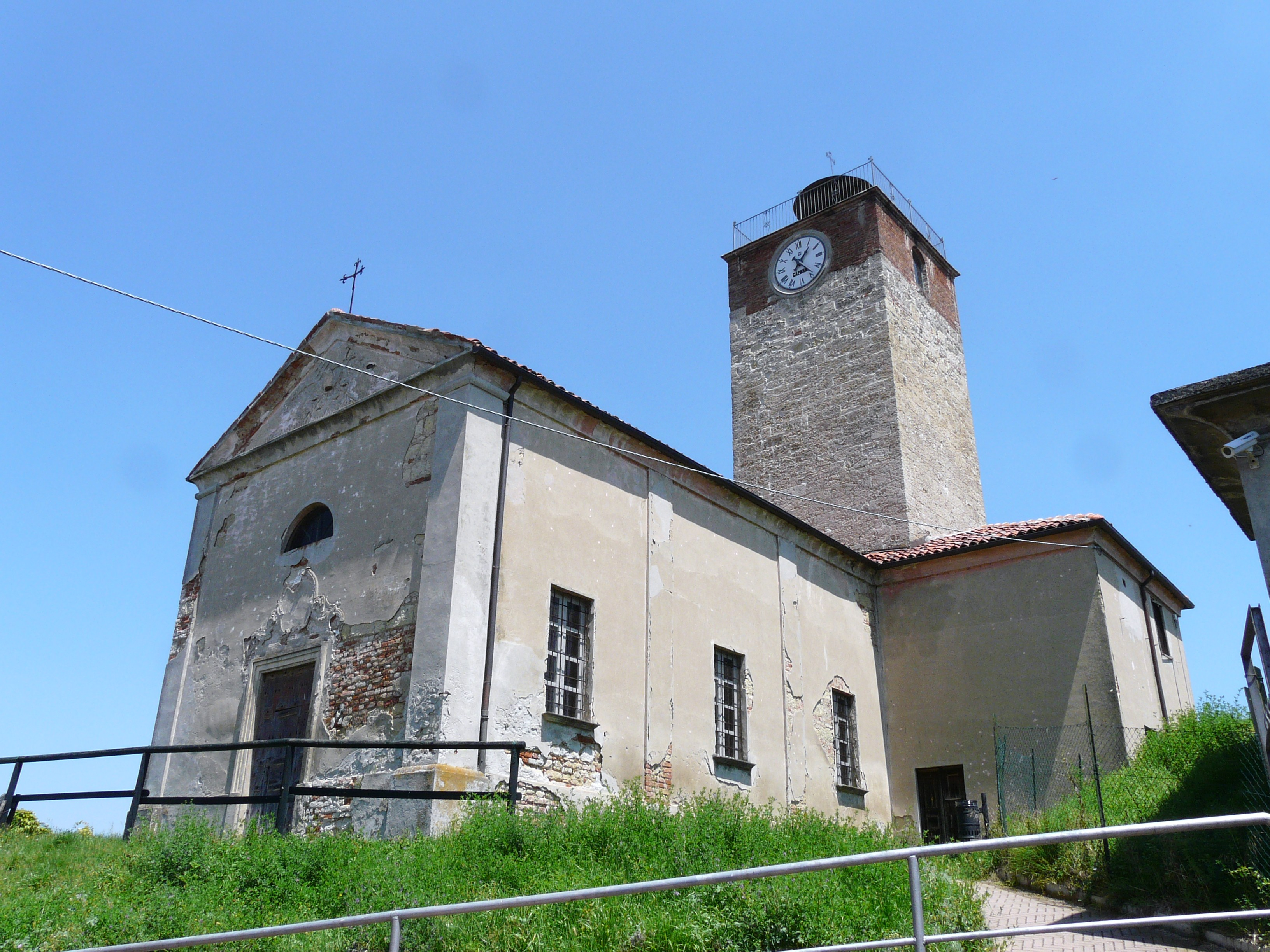
Torre i església
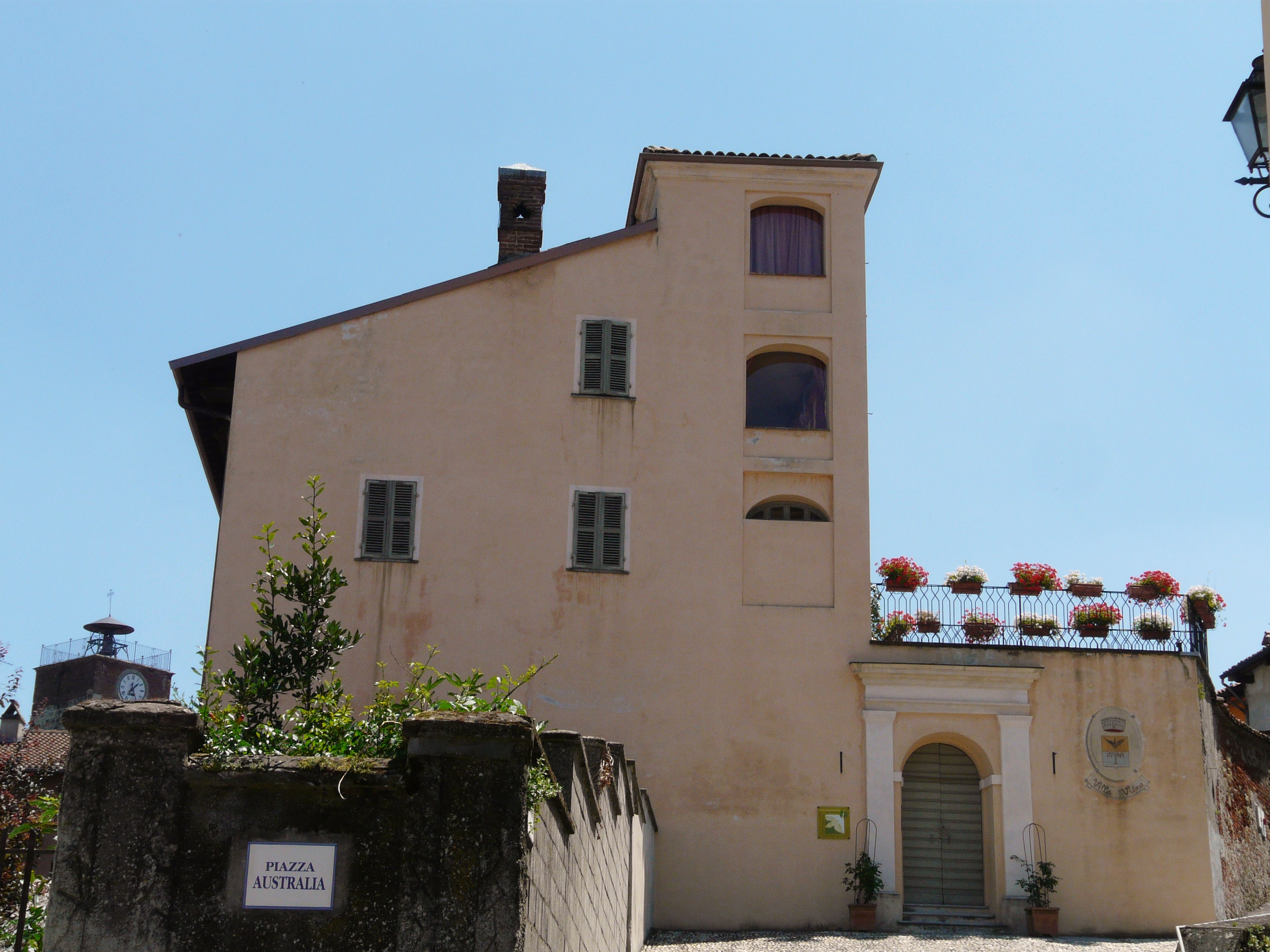
Villa Vidua